# Paul van de Rovaart
Paulus (Paul) van de Rovaart (Utrecht, 24 januari 1904 – Ommen, 24 november 1995) was een hockeyer uit Nederland, die met de nationale hockeyploeg de zilveren medaille won bij de Olympische Spelen in Amsterdam (1928).
Hij verloor met zijn teamgenoten, onder wie Jan Ankerman en August Kop, in de finale van het destijds oppermachtige Brits-Indië. Van de Rovaart speelde in totaal zeventien interlands voor de nationale ploeg, en was lid van de Haagse hockeyvereniging HDM. Van de Rovaart had in ieder geval één zoon. Hij stierf in 1995, op 91-jarige leeftijd.
Jan Ankerman · 
Jan Brand · 
Emile Duson · 
Gerrit Jannink · 
Adriaan Katte · 
August Kop · 
Paul van de Rovaart · 
Ab Tresling · 
Robert van der Veen · 
Hendrik Philip Visser 't Hooft · 
Rein de Waal · 
C. J. J. Hardebeck · 
T. F. Hubrecht · 
G. Leembruggen · 
H. J. L. Mangelaar Meertens · 
Otto Muller von Czernicki · 
W. J. van Citters · 
C. J. van der Hagen · 
Tonny van Lierop · 
J. J. van Tienhoven van den Bogaard · 
J. M. van Voorst van Beest · 
N. Wenholt · 
Coach: Jaap Quarles van Ufford